# Daigo Araki
Pour les articles homonymes, voir Araki.
Daigo Araki (荒木 大吾, Araki Daigo), né le 17 février 1994 dans la préfecture de Chiba, est un footballeur japonais qui évolue au poste de milieu de terrain au FC Gifu.

## Biographie
Daigo Araki commence le football au club des moins de 18 ans du Kashiwa Reysol, où il a notamment comme pairs Ryosuke Yamanaka, Tatsuya Suzuki (en) et Yukiya Sugita (en). Il est sélectionné pour faire partie de l'équipe nationale U-15 en 2009, et en 2012, rejoint le club de football de l'université Aoyama Gakuin. Il joue dès sa première année avec Aoyama Gakuin et devient vice-capitaine dans sa dernière année, mais n'a pas pu jouer d'avril à août dû à une blessure à la cheville droite. Il joue tout de même 13 matches en 2e division des ligues universitaires du Kantō et marque 7 buts.
Le 13 novembre 2015, Júbilo Iwata lui propose de rejoindre leur club, ayant vu en lui quelqu'un jouant du même style que Yuki Muto des Urawa Reds,. Le 6 février 2016, il joue son premier match, durant la JLeague Dazn New Year Cup (ja), contre Shimizu S-Pulse et effectue la passe décisive à Koki Ogawa ayant permis à l'équipe de remporter la victoire. Le 23 mars, il joue son premier match official durant un match de la coupe Yamazaki Nabisco contre Vissel Kobe. Le 4 avril 2018, Araki marque son premier but officiel durant la Coupe de la Ligue japonaise de football 2018 contre Ventforet Kofu.
Le 25 décembre 2019, il signe pour Kyoto Sanga FC et rejoint officiellement l'équipe pour la saison 2020 de la J2 League.

## Statistiques
| Saison                | Club                  | Championnat           | Championnat | Championnat | Coupe nationale | Coupe nationale | Coupe de la Ligue | Coupe de la Ligue | Total | Total |
| Saison                | Club                  | Division              | M.          | B.          | M.              | B.              | M.                | B.                | M.    | B.    |
| 2011                  | Kashiwa Reysol U18    | N/A                   | -           | -           | 1               | 0               | -                 | -                 | 1     | 0     |
| 2016                  | Júbilo Iwata          | J League              | 1           | 0           | 3               | 0               | 2                 | 0                 | 6     | 0     |
| 2017                  | Júbilo Iwata          | J League              | 5           | 0           | 2               | 0               | 2                 | 0                 | 9     | 0     |
| 2018                  | Júbilo Iwata          | J League              | 16          | 0           | 4               | 1               | 7                 | 2                 | 27    | 3     |
| 2019                  | Júbilo Iwata          | J League              | 28          | 1           | 3               | 1               | 7                 | 1                 | 38    | 3     |
| 2020                  | Kyoto Sanga FC        | J2 League             | 28          | 0           | -               | -               | -                 | -                 | 28    | 0     |
| 2021                  | Kyoto Sanga FC        | J2 League             | 27          | 1           | 2               | 1               | -                 | -                 | 29    | 2     |
| 2022                  | Kyoto Sanga FC        | J League              | 15          | 0           | 3               | 0               | 7                 | 0                 | 25    | 0     |
| 2023                  | Kyoto Sanga FC        | J League              | 13          | 0           | 1               | 0               | 5                 | 0                 | 19    | 0     |
| Total sur la carrière | Total sur la carrière | Total sur la carrière | 133         | 2           | 19              | 3               | 30                | 3                 | 182   | 8     |